# Leo Corry
Leo Corry (Santiago, Chile, 1956) é um historiador da ciência israelense.
Obteve um doutorado na Universidade de Tel Aviv, orientado por Sabetai Unguru e Shmuel Rosset.
Foi palestrante convidado do Congresso Internacional de Matemáticos em Madrid (2006: On the origin of Hilberts 6. Problem: physics and the empiricist approach to axiomatization).
Foi de 1999 a 2009 e a partir de 2011 editor do periódico Science in Context.

## Obras
- Modern algebra and the rise of mathematical structures. Birkhäuser, Science Networks Volume 17, 1996, 2.ª Edição 2003
- David Hilbert and the Axiomatization of Physics (1898–1918): From „Grundlagen der Geometrie“ to „Grundlagen der Physik“. Dordrecht: Kluwer, 2004. (também em Archimedes. New Studies in the History and Philosophy of Science and Technology, Volume 10, 2004)
- David Hilbert and the Axiomatization of Physics (1894-1905), Archive for History of Exact Sciences, Volume 51, 1997, p. 83–198.
- A Brief History of Numbers. New York: Oxford University Press, 2015